# Doak Walker Award
Der Doak Walker Award ist ein Preis für den besten Runningback im College Football. Er wird seit 1990 verliehen und ist nach Doak Walker benannt, einem ehemaligen American-Football-Spieler der Southern Methodist University (SMU) im College Football und der Detroit Lions in der National Football League (NFL).
Die Nominierten werden nicht nur nach ihren Fähigkeiten auf dem Spielfeld bewertet, sondern auch nach ihren schulischen Leistungen.
Dem Sieger wird eine Bronzestatue von Doak Walker überreicht, welche auf einem Holzsockel befestigt ist. Sie wurde von Blair Buswell entworfen, welcher auch die Büsten von mehr als einem Dutzend Mitglieder der Pro Football Hall of Fame hergestellt hat.

## Gewinner
| Jahr | Gewinner            | Schule         |
| ---- | ------------------- | -------------- |
| 1990 | Greg Lewis          | Washington     |
| 1991 | Trevor Cobb         | Rice           |
| 1992 | Garrison Hearst     | Georgia        |
| 1993 | Byron "Bam" Morris  | Texas Tech     |
| 1994 | Rashaan Salaam      | Colorado       |
| 1995 | Eddie George        | Ohio State     |
| 1996 | Byron Hanspard      | Texas Tech     |
| 1997 | Ricky Williams      | Texas          |
| 1998 | Ricky Williams      | Texas          |
| 1999 | Ron Dayne           | Wisconsin      |
| 2000 | LaDainian Tomlinson | TCU            |
| 2001 | Luke Staley         | BYU            |
| 2002 | Larry Johnson       | Penn State     |
| 2003 | Chris Perry         | Michigan       |
| 2004 | Cedric Benson       | Texas          |
| 2005 | Reggie Bush         | USC            |
| 2006 | Darren McFadden     | Arkansas       |
| 2007 | Darren McFadden     | Arkansas       |
| 2008 | Shonn Greene        | Iowa           |
| 2009 | Toby Gerhart        | Stanford       |
| 2010 | LaMichael James     | Oregon         |
| 2011 | Trent Richardson    | Alabama        |
| 2012 | Montee Ball         | Wisconsin      |
| 2013 | Andre Williams      | Boston College |
| 2014 | Melvin Gordon       | Wisconsin      |
| 2015 | Derrick Henry       | Alabama        |
| 2016 | D’Onta Foreman      | Texas          |
| 2017 | Bryce Love          | Stanford       |
| 2018 | Jonathan Taylor     | Wisconsin      |
| 2019 | Jonathan Taylor     | Wisconsin      |
| 2020 | Najee Harris        | Alabama        |
| 2021 | Kenneth Walker III  | Michigan State |
| 2022 | Bijan Robinson      | Texas          |

## Weblink
- Offizielle Website